# Samuel Ricard
Samuel Ricard (1637 – Amsterdam, 1717) è stato un giurista francese naturalizzato olandese.

Traité général du commerce, 1732 (Fondazione Mansutti, Milano).

Nato in Francia, da giovane si trasferì con la famiglia ad Amsterdam ed ottenne la cittadinanza olandese. La sua opera principale è il Traité général du commerce, in cui l'autore descrive le pratiche mercantili e le consuetudini dell'epoca. Sono mostrati i tipi di scambio, la finanza, le leggi e le assicurazioni, con attenzione specifica ai Paesi Bassi. Le prime tre edizioni (1700, 1705, 1714), stampate da Paul Marret ad Amsterdam, escludevano una sezione sulla contabilità, aggiunta dalla quarta edizione del 1721, curata da Nicolaas Struyck. Un esemplare della quinta edizione, stampata nel 1732, è conservato presso la Fondazione Mansutti di Milano.
Anche suo figlio Jean-Pierre si occupò di assicurazioni.